# 巴朗容河
巴朗容河（法語：Barangeon，法語發音：[baʁɑ̃ʒɔ̃]）是法国中央-盧瓦爾河谷大區谢尔省的河流，是耶夫爾河的支流，长41.5千米。